# Hermenegildo Elices
Hermenegildo Elices Rivas (Sestao, 28 gennaio 1914 – Sestao, 8 marzo 1964) è stato un calciatore spagnolo, di ruolo centrocampista.

## Carriera
Dopo essere cresciuto in società basche militanti in campionati minori, nella stagione 1933-1934 passa all'Athletic Bilbao, con cui debutta in Primera División spagnola il 27 gennaio 1935 in Betis Siviglia-Athletic Club (1-0).
Al termine della Guerra Civile Spagnola viene mandato in prestito per una stagione all'Alavés, da cui torna all'Athletic nella stagione 1939-1940.
Con i rojiblancos trascorre in tutto otto stagioni, in cui colleziona 115 presenze e vince due campionati ed altrettante Coppe del Re.
Nell'estate del 1944 viene acquistato dal Real Madrid, con cui rimane fino al 1948, anno in cui termina la carriera.

## Palmarès

### Giocatore

#### Club

##### Competizioni nazionali
- Coppa di Spagna: 4

Athletic Bilbao: 1943, 1944
Real Madrid: 1946, 1947
- Campionato spagnolo: 2

Athletic Bilbao: 1935-1936, 1942-1943